# ニコンの天体望遠鏡製品一覧
ニコンの天体望遠鏡製品一覧は、ニコン（現在はニコンビジョン）とその前身である日本光学工業が製造販売してきた天体望遠鏡関係の製品の一覧。

## 望遠鏡

### 105cmシュミット式望遠鏡
東京天文台木曽観測所にあるシュミット式望遠鏡。1988年7月1日に東京天文台が国立天文台に改組されたのに伴い、現在は東京大学大学院理学系研究科附属天文学教育研究センター木曽観測所。36×36cmの写真乾板に6×6度の範囲を撮影するよう設計されたが現在はCCDや近赤外線カメラが取り付けられるよう改造されている。焦点距離は3,300mm、ドーム径は16.2m。

### 91cm天体写真儀
東京天文台堂平観測所が1962年11月1日開所されたのに合わせ稼働開始した。設計は吉田庄一郎。カセグレン式望遠鏡、F18。イギリス式赤道儀。有効径914mm、主鏡焦点距離4,590mm、合成焦点距離16,658mm。第一ファインダーは有効径150mm焦点距離2,250mm、80mmケルナー式接眼鏡装着で28倍、実視界φ0.95度。第二ファインダーは有効径200mm焦点距離4,815mm、60mmケルナー式接眼鏡装着で80倍、実視界φ0.34度。1990年代初頭にPC-9801によるデジタル制御に改造された。天文台は2000年3月に閉所され一時は解体される予定だったが、都幾川村に譲渡されときがわ町星と緑の創造センターの施設として2001年7月から公開されている。

### 91cm光電赤道儀
自然科学研究機構国立天文台岡山天体物理観測所。1960年完成。カセグレン式望遠鏡、焦点距離12,000mm。フォーク式赤道儀。2007年現在近赤外線カメラに改造中。

### 65cmクーデ式太陽望遠鏡
1968年建設。自然科学研究機構国立天文台岡山天体物理観測所。

### 65cm反射望遠鏡
自然科学研究機構国立天文台岡山天体物理観測所。1963年完成。

### 60cmクーデ式反射望遠鏡
- 東京大学天文学教室[3]。1970年建設[1]。焦点距離18,000mm[1]。
- 科学博物館。焦点距離9,000mm[1]。

### 50cm彗星写真儀
国産初の大型シュミット式望遠鏡。東京天文台堂平観測所に1963年建設されたが現在は国立科学博物館の倉庫に保存されている。焦点距離1,000mm。

### 30cm反射望遠鏡
- 自然科学研究機構国立天文台岡山天体物理観測所[3]
- 東北大学天文学教室[3][1]
- 甲南高等学校[3]
- 広島県理科教育センター[3]

### 30cmグレゴリー・クーデ式太陽望遠鏡
葛飾区郷土と天文の博物館に設置されている。

### 25cmクーデ式コロナグラフ
乗鞍観測所。焦点距離8,000mm。1971年完成。

### 25cmクーデ式屈折望遠鏡
- 有効径25cm、焦点距離3,000mm。 葛飾区郷土と天文の博物館に設置されている。

### 25cm屈折赤道儀
- 有効径25cm、焦点距離8,000mm。1971年完成。乗鞍観測所[1]。
- 有効径25cm、焦点距離3,750mm[1]。2枚構成セミアポクロマート。1971年1月完成、岐阜天文台[1]。ドーム径6.5m[1][3]。
- 有効径25cm、焦点距離2,000mm、5群5枚、イメージサークルφ100mm。1999年6月宇治市総合野外活動センターアクトパル宇治に納入された。

### 20cm屈折赤道儀
有効径200mm、焦点距離は2,400mmが標準だが、焦点距離3,000mm、焦点距離3,600mmの仕様もある。
ファインダーは暗視野照明装置と視度調整装置付き16.5×50、焦点距離414mm、実視界2.44度。脚はピラー。モータードライブのシンクロナスモーターに供給する電源の周波数を変更することにより増減速を行なう装置が付属した。
1981年時点で岩手県教育センター（ドーム径5m）、宮城教育大学（ドーム径5m）、駿台学園高校（焦点距離3,600mm、ドーム径5m）、国立科学博物館（焦点距離3,600mm）、鹿野山測地観測所（焦点距離3,000mm）、神奈川県教育研修センター（ドーム径5m）、静岡児童会館、山口県立博物館（1967年完成、ドーム径5m）、徳島県教育研修センター（1970年完成、ドーム径5m）、佐賀県理科教育センター、宮崎県理科教育センター（ドーム径5m）、鹿児島県教育センター（ドーム径5m）、ラサール学園に納入されていた。

### 15cm屈折赤道儀
有効径150mm、焦点距離2,250mm。ファインダーは暗視野照明装置と視度調整装置付き16.5×50、焦点距離414mm、実視界2.44度。脚はピラー。モータードライブのシンクロナスモーターに供給する電源の周波数を変更することにより増減速を行なう装置をオプションで使用できた。
1981年時点で名古屋市立科学館（ドーム径5m）、明石市立科学館（1960年完成）、山口高校（ドーム径4.5m）に納入されていた。

### 11cm屈折鏡
東京天文台。焦点距離1,600mm。有効径110mm、焦点距離5,000mmの天体カメラを同架していた。

### 10cmコロナグラフ
乗鞍観測所。1950年完成。

### 10cmED屈折赤道儀
1980年発売。有効径100mm、焦点距離1,200mm。全面マルチコートされたEDガラスと高屈折率低分散のクラウンガラスを組み合わせた2枚玉アポクロマート。ドイツ式赤道儀で緯度10-60度に対応する。ファインダーは暗視野照明装置付き7×50、実視界7.3度。脚はピラー。後に鏡筒と架台が別売もされた。

### 8cm屈折赤道儀
有効径80mm、焦点距離1,200mmのアクロマート。ドイツ式赤道儀で赤経赤緯とも全周微動で、緯度30-38度、38-45度に対応する2タイプがあり使用する場所の緯度により選択するようになっている。オプションでシンクロナスモーターによるモータードライブが用意された。脚はピラーと木製三脚からの選択。ファインダーは6×、実視界φ8度。

### 8cmED屈折赤道儀
1987年5月発売。有効径80mm、焦点距離480mm。イメージサークルφ100mm。

### 6.5cm屈折赤道儀
有効径65mm、焦点距離780mm。モノコートの2群2枚アクロマートと、EDアポクロマートの2タイプある。ドイツ式赤道儀は緯度0-54度に対応、高度角調整ネジを引き抜いて極軸を真上に向けると経緯台式架台としても使用できる。ファインダーは7×20、実視界φ7.1度。脚は木製三脚。

### 5cm屈折赤道儀
1950年代に販売されていた日本光学工業時代の製品。

## アストロカメラ

### 125mmアストロカメラ
有効径125mm、焦点距離600mm。キャビネ判または手札判の写真乾板。画角はキャビネ判で18度。シャッターは1枚羽根の手動開閉式。手札判のマウントに120フィルムを使用し6×9cm判までのグラフレックスホルダーが装着できるアタッチメントも発売された。

### 50mmアストロカメラ
テッサータイプ。アストロニッコール200mmF4。F16までの絞り、最短撮影距離4mまでのピント合わせ機構、X級シンクロ接点も備える。手札判写真乾板で画角35度。シャッターはコパルB、T、1-1/125秒、またはB、1/15-1/90秒。望遠鏡に同架する他一般のカメラ三脚にも搭載できた。手札判のマウントに120フィルムを使用し6×9cm判までのグラフレックスホルダーが装着できるアタッチメントも発売された。

## 双眼望遠鏡

### 20倍大型双眼望遠鏡
有効径120mm。優れた光学系で、諸収差が良好に抑えられ明るくシャープな視界を確保。接眼部は見やすいツノ型目当てを装備。一般観察をはじめ、星雲・星団や彗星観測まで幅広く利用できる。

### 15倍大型双眼望遠鏡
有効径80mm。